# Houilles
Pour l’article ayant un titre homophone, voir Ouille.
Houilles est une commune du département des Yvelines dans la région Île-de-France en France, située à 7 km au nord-ouest de Paris (porte Maillot) et à 8 km environ à l'est de Saint-Germain-en-Laye.
Elle est ainsi, pour ses habitants, proche d'espaces verts, tels que la forêt de Saint-Germain-en-Laye, et de zones d'activités économiques importantes, notamment Paris, et la Défense, avec le bénéfice d'infrastructures de transports vers ces territoires.
Elle est voisine des départements des Hauts-de-Seine et du Val-d'Oise.
Elle bénéficie également d'un centre-ville appréciable et d'un des marchés franciliens les plus actifs. Ses habitants sont appelés depuis 1943 les Ovillois.
Initialement, c'est une commune rurale, jusqu'au XIXe siècle, où elle devient une ville de banlieue, avec le développement du chemin de fer, et de la banlieue autour de Paris. Elle devient progressivement un lieu résidentiel pour des personnes travaillant dans la journée à La Défense ou sur Paris, notamment dans l'Ouest de Paris, et avec des déplacements importants en voiture ou en transport en commun (la commune bénéficie d'un raccordement à des transports en commun de type RER ou transilien). Dans la seconde moitié du XXe siècle, des immeubles de quatre à huit étages se construisent au sein d'un tissu urbain pavillonnaire. Mais les réactions  des populations conduisent à densifier le tissu urbain pavillonnaire, ou à construire des immeubles de faible hauteur, puis à tenter de développer les espaces verts. Dans les années 2020, le développement du télétravail accentue la présence des actifs résidents dans la semaine sur le territoire de la commune.

## Géographie

### Localisation
La commune, presque totalement urbanisée, se trouve à peu près au centre de la presqu'île du Pecq, l'une des boucles de la Seine en aval des Hauts-de-Seine et de Paris. La boucle de Seine suivante, toujours en aval, correspond au territoire couvert, notamment, par la forêt de Saint-Germain-en-Laye.
Houilles s'étend sur 441 hectares et est limitrophe de Sartrouville au nord-ouest, de Bezons à l'est, de Carrières-sur-Seine au sud-ouest. Bezons est en Val-d'Oise.
Par le pont de Bezons, Houilles est à proximité du département des Hauts-de-Seine, notamment de  Colombes, Nanterre, et du quartier d'affaires de la Défense. Elle se situe à sept kilomètres de l'ouest de Paris, le long de la Ligne A du RER, avec des liaisons également vers la Gare de Saint-Lazare.

### Communes limitrophes
| Sartrouville                     | Sartrouville        | Sartrouville Bezons |
| Carrières-sur-Seine Sartrouville | Houilles            | Bezons              |
| Carrières-sur-Seine              | Carrières-sur-Seine | Bezons              |

### Géologie et relief
La superficie de la commune est de 443 hectares. La commune se trouve au centre de l'ancien pagus appelé plaine de Houilles à une altitude moyenne de 34 mètres. son altitude varie de 27  à   57 mètres. La partie la plus haute est un petit monticule vers le nord. Le sol est argilo-calcaire vers le sud et sablonneux vers le nord.

### Hydrographie

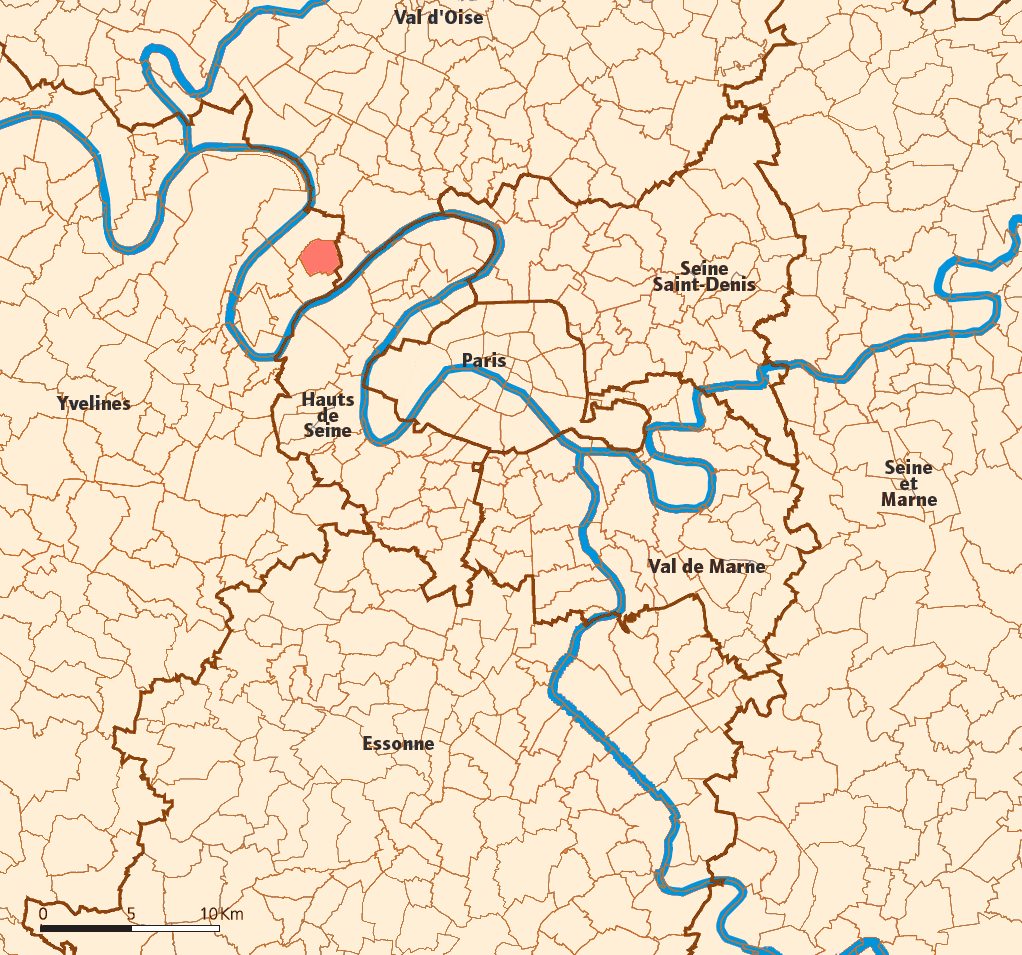
Position de Houilles dans la boucle de Seine.

Aucun cours d'eau ne traverse le territoire de la commune. La Seine passe à environ 1 800 mètres du centre-ville mais sur les territoires des communes voisines de Bezons et Carrières-sur-Seine. Jusqu'au début du XXe siècle les habitants creusaient des puits, parfois seulement jusqu'à 3 mètres ou de façon plus profonde jusqu'à 18-20 mètres, mais l'eau n'était pas potable.

### Voies de communication et transports

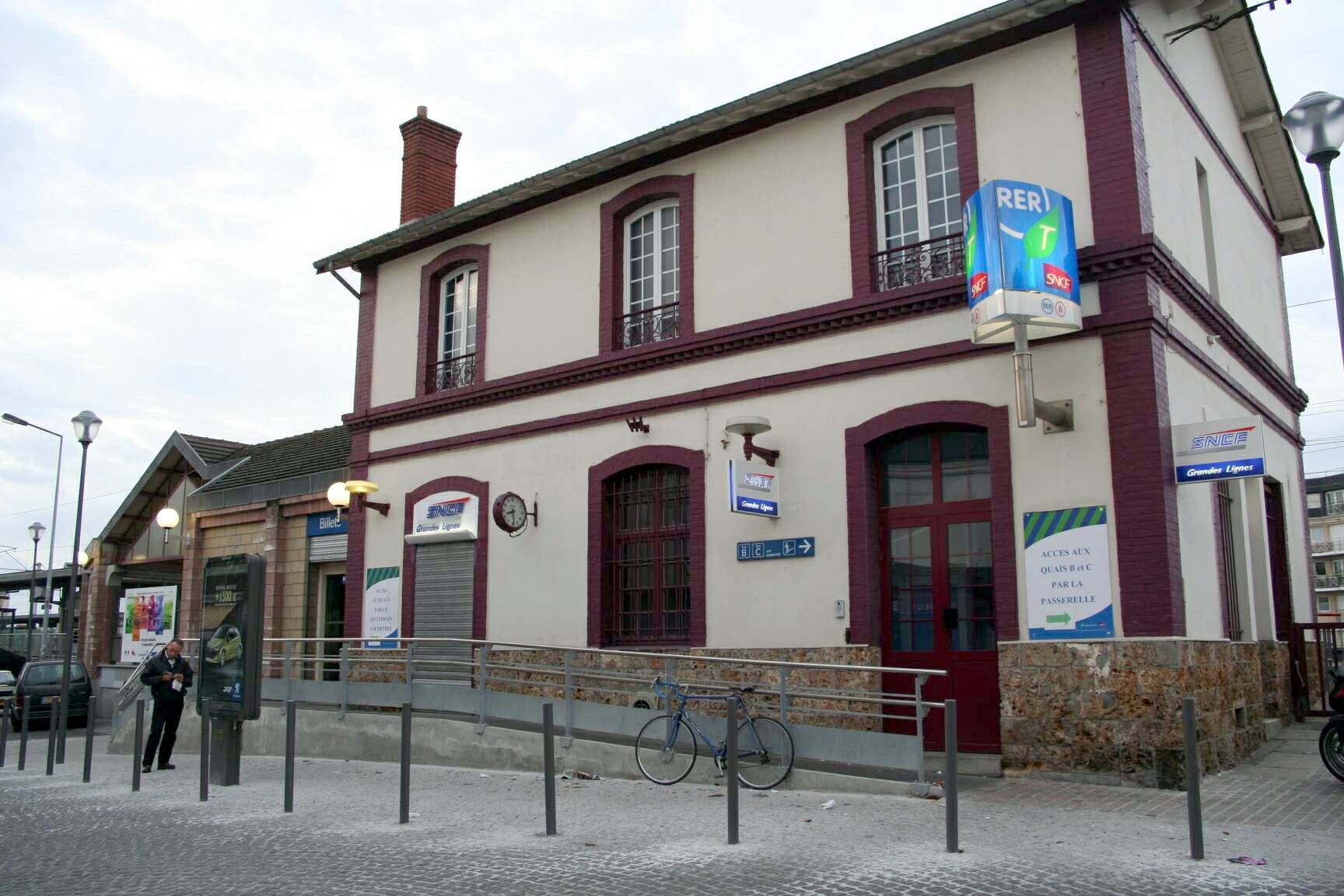
Accès de la gare SNCF/RER : cette partie correspond au bâtiment le plus ancien, et à la modeste station ferroviaire construite au XIXe siècle.

#### Voies routières
La commune est desservie par la route départementale D 308 qui relie Paris à Poissy, traversant la partie nord de la commune, et par la route départementale D 311 qui relie Houilles à Saint-Germain-en-Laye, longeant le territoire de la commune au sud. Le cœur du village est préservé  de la circulation passant sur ces deux axes.
En outre, des axes de communication d'importance nationale se trouvent à proximité de la commune, en particulier l'A14, et l'A86 qui permet de rejoindre l'A13 au sud et l'A15 au nord.

#### La Gare SNCF
Située sur la ligne de Grande Ceinture, la gare de Houilles-Sartrouville ouvre aux voyageurs le 2 janvier 1882, lors de l'inauguration du service d'Achères à Noisy-le-Sec. Elle ferme le 15 mai 1939, quand cesse le trafic sur la section nord comprise entre Versailles-Chantiers et Juvisy via Argenteuil.
La gare de Houilles - Carrières-sur-Seine 
, qui se substitue à la gare initiale, devient vu le point de jonction de la ligne SNCF venant de la gare de Paris-Saint-Lazare, qui permet de rejoindre Paris par des trains via les lignes L et J, et de celle de la Ligne A du RER venant de la Défense (accessible en 6 minutes). Cette gare sert notamment de gare de correspondance pour les usagers du bassin mantois (Mantes-la-Jolie). C'est l'une des gares les plus fréquentées de l'Ouest parisien, avec plus de 24 000 voyageurs par jour. Il est prévu également d'ici 2027 que la Ligne E du RER d'Île-de-France desserve cette  gare de Houilles - Carrières-sur-Seine, avec des correspondances avec la ligne A. Mais ce RER E se substituera à Houilles aux lignes L et J. Aux lignes des Transiliens SNCF, et RER, s’ajoutent des liaisons d'autobus vers Bezons, Montesson, etc, et le tramway T2, qui n'a pas d'arrêt à Houilles mais dans la commune attenante de Bezons  ...

### Climat
Pour des articles plus généraux, voir Climat de l'Île-de-France et Climat des Yvelines.
En 2010, le climat de la commune est de type climat océanique dégradé des plaines du Centre et du Nord, selon une étude du CNRS s'appuyant sur une série de données couvrant la période 1971-2000. En 2020, Météo-France publie une typologie des climats de la France métropolitaine dans laquelle la commune est dans une zone de transition entre le climat océanique et le climat océanique altéré et est dans la région climatique Sud-ouest du bassin Parisien, caractérisée par une faible pluviométrie, notamment au printemps (120 à 150 mm) et un hiver froid (3,5 °C).
Pour la période 1971-2000, la température annuelle moyenne est de 12,1 °C, avec une amplitude thermique annuelle de 15,4 °C. Le cumul annuel moyen de précipitations est de 646 mm, avec 10 jours de précipitations en janvier et 7,7 jours en juillet. Pour la période 1991-2020, la température moyenne annuelle observée sur la station météorologique la plus proche, située à Pontoise à 15 km à vol d'oiseau, est de 12,5 °C et le cumul annuel moyen de précipitations est de 666,7 mm,. Pour l'avenir, les paramètres climatiques de la commune estimés pour 2050 selon différents scénarios d'émission de gaz à effet de serre sont consultables sur un site dédié publié par Météo-France en novembre 2022.

## Urbanisme

### Typologie
Au 1er janvier 2024, Houilles est catégorisée grand centre urbain, selon la nouvelle grille communale de densité à sept niveaux définie par l'Insee en 2022.
Elle appartient à l'unité urbaine de Paris, une agglomération inter-départementale regroupant 407  communes, dont elle est une commune de la banlieue,,. Par ailleurs la commune fait partie de l'aire d'attraction de Paris, dont elle est une commune du pôle principal,. Cette aire regroupe 1 929 communes,.

### Morphologie urbaine
La ville de Houilles est caractérisée par un degré d'urbanisation élevée, laissant peu de places à de nouvelles constructions. Les espaces verts, jardins, squares, jardins familiaux, cimetières, restent limitées, même si les habitants bénéficient aussi de la proximité de la forêt de Saint-Germain-en-Laye. Développer ou mieux entretenir les espaces verts sur le territoire communal devient dans les années 2020 un axe affirmé par la municipalité, avec le changement climatique,.
Concernant le bâti, le bâti le plus ancien comprend des constructions qui remontent à la première moitié du XIXe siècle, sur des tracés de rue plus anciens quelquefois. Il est localisé autour de la mairie, du marché couvert et de l’église, et est qualifié de village, étant issu du village rural initial. Ce sont des rues étroites et des maisons de ville alignées, souvent avec un seul étage, des combles, et une cour intérieure. La rue de Metz et la rue de Strasbourg correspondraient en partie à un chemin de ronde antérieur. Le centre-ville, qui concentre une partie significative des commerces de la ville s'étend dans ce bâti ancien et se prolonge par la rue Gambetta et l’avenue Charles-de-Gaulle, vers la gare. Ce centre-ville dispose d'espaces libres non bâtis, dont notamment le vaste parc public Charles-de-Gaulle, ainsi que des parkings pour permettre un stationnement et une déambulation à pied dans les rues commerçantes et le marché.
Les deux tiers de la superficie de la commune correspondent à des constructions pavillonnaires avec jardin, datant pour les plus anciennes de la fin du XIXe siècle et, plus souvent, du XXe siècle, avec un renouvellement des constructions, par démolition-reconstruction, par agrandissement, ou par fractionnement de terrains à l'initiative des propriétaires. Ce sont pour partie des maisons en meulière, notamment pour les maisons du début du xxe siècle, jusqu'à l'entre-deux-guerres.
On retrouve des maisons de ville alignées sur quelques axes dont les deux axes routiers majeurs, la D 308 et la D 311. Quelques immeubles collectifs sont disséminés, les plus visibles étant au nord du parc Charles-de-Gaulle, à proximité du centre-ville. Ils sont issus de la première zone d’aménagement concerté  et ont été inaugurés dans les années 1980 : immeubles Pharaon en 1982, Genêts en 1982, Hildebrandt en 1984, Georges Brassens en 1984, Hoche-Marceau en 1984, et Michelet en 1986 et 1987.

### Quartiers
La ville de Houilles se subdivise en sept quartiers : Belles-vues, Blanches, Centre-ville, Main de fer, Pierrats, Réveil-Matin et Tonkin.

### Risques naturels et technologiques
D'après le site Géorisques, du Ministère français de la Transition écologique et solidaire, Houilles est concernée par six risques majeurs : l'inondation, la remontée de nappe, la sismicité (risque faible), les mouvements de terrain, le retrait-gonflement des argiles (risque modéré), et la pollution par le radon (faible). Ce même site identifie deux risques technologiques : les risques liés aux canalisations de transport de matières dangereuses, les risques liés à la pollution de sols.

#### Inondations
Le risque d'inondations à Houilles existe mais est limité à certaines zones, par la position de la commune au milieu de la boucle de la Seine, à la différence des communes avoisinantes. Par contre ce risque existe dans les zones limites entre Houilles de ces communes. Il y a eu ainsi 8 inondations classées en catastrophe naturelle dans la commune. Lors de la crue de la Seine de 1910, qui sert souvent de référence pour les possibilités de débordement de la Seine, une zone de terrain le long du chemin de fer, vers Bezons, dans le quartier du Tonkin, a été ainsi inondée. Le quartier du Tonkin est situé au point le plus bas de la commune. Lors d'inondations limitées en juin 2016, des voies sur berges ont été coupées à Bezons ou Carrières sur Seine, avec des risques d'effondrement, mais pas à Houilles. Dans cette commune, quelques caves ont été en partie inondées en limite du quartier du Tonkin, vers Bezons.

#### Remontée de nappe
Une inondation par remontée de nappe se produit lorsque la nappe phréatique sature le sol et remonte à la surface, souvent après des pluies prolongées ou des crues. Les remontées de nappes peuvent provoquer l'inondation de caves et engendrer l'endommagement du bâti, notamment du fait d'infiltrations dans les murs. Le risque est notamment présent dans les quartiers du Tonkin et des Pierrats.

#### Retrait-Gonflement des argiles
Le risque d'apparition de fissures dans les bâtiments par le retrait ou le gonglements de sols argileux est classé faible dans la partie sud de la commune, moyen à l'est et fort au nord de la commune (dans une échelle faible/moyen/fort/très fort) selon le site de la Maïf spécialisé sur les risques habitations, Aux Alentours.

#### Mouvements de terrains
Une partie du territoire communal est concernée par un risque significatif de mouvements de terrains. Ceci concerne une zone entre Houilles et Carrières-sur-Seine, et s'explique notamment par les anciennes carrières d'extraction de pierres.

#### Pollution des sols
Une carte des sites et anciens sites industriels et activités de services recense les activités susceptibles d'être à l'origine d'une pollution des sols. Il s'agit essentiellement d'anciennes activités. Cf. site Géorisques.

## Toponymie

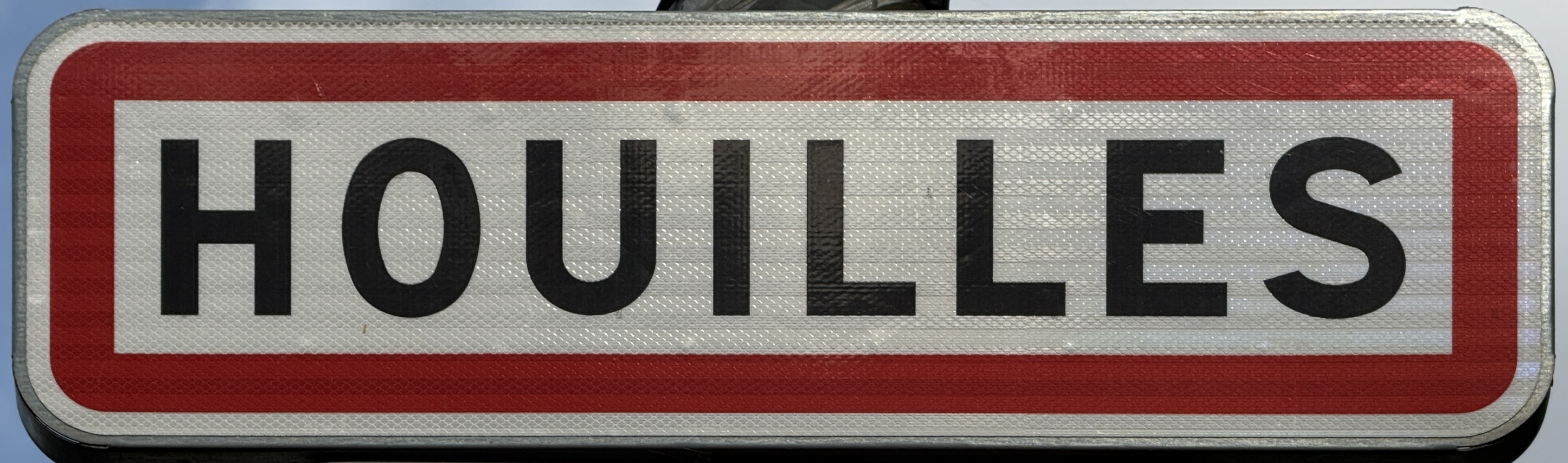
Panneau à l'entrée de la commune.

Le nom de la localité est attesté sous les formes Houlliæ, Hullium et Holles en 1205. Aux XVe et XVIe siècles, on trouve Houlliës puis plus tard Houille qui devient Houilles.
Albert Dauzat et Charles Rostaing hésitent sur l'étymologie du toponyme Houilles qu'ils qualifient d'obscure, tout en proposant l'ancien français holle « hauteur », compatible avec la nature des formes anciennes. L'interprétation par l'ancien français oaille « brebis », d'où le français ecclésiastique ouailles, est contredite par la nature des formes anciennes.

## Histoire

### Des origines rurales
Le site de la commune est habité depuis longtemps puisque des traces d'habitat mérovingien ont été trouvées dans le quartier du Tonkin. Les soubassements de l'église catholique Saint-Nicolas remontent au XIIe siècle, période probable de la création de la paroisse (la structure de l'église a été profondément remaniée au XIXe siècle). Le cartulaire de Notre-Dame de Paris mentionne, au début du XIIIe siècle, la paroisse d'« Ecclesia Holles ». Au XIVe siècle, Houilles est entourée de murailles avec quatre portes fortifiées et surmontées d'une tourelle. Le tracé actuel des rues de Metz et de Strasbourg correspond à l'ancien chemin de ronde.

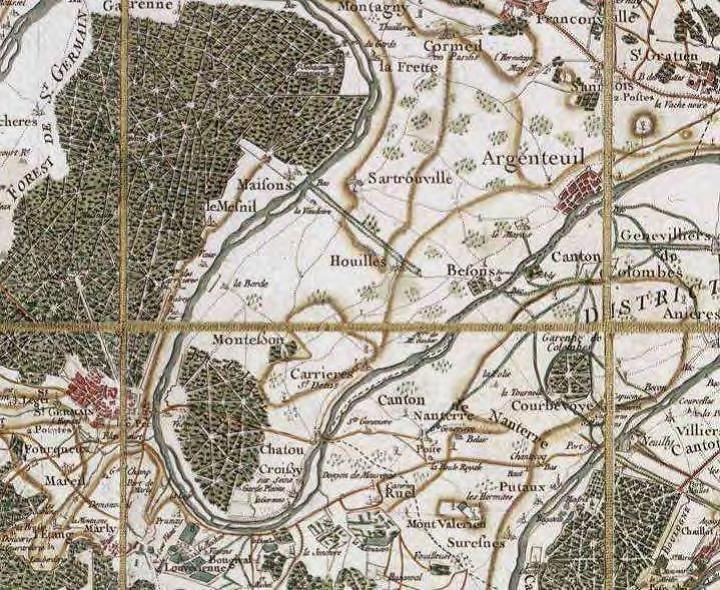
Carte de Cassini.

Les villes importantes à proximité sont Saint-Germain-en-Laye et Argenteuil. Argenteuil est dans la même boucle de Seine, ce qui facilite les communications. Le château de Saint-Germain-en-Laye est une résidence royale. Le pont du Pecq est construit dès 1627, alors qu’il faut prendre un bac à Bezons pour se rendre à Paris, impraticable plusieurs mois par an. La plaine d’Houilles (ou plaine d’Ouilles dans les lettres de madame de Sévigné) sert de terrain de chasse et de lieu de passage en revue des troupes pour les souverains. Le village a une population réduite et une activité agricole.

### Transformation du village rural en une ville
La construction d’un pont (en bois) à Bezons sous le Premier Empire puis l'arrivée du chemin de fer en 1841 métamorphose le village. Sous la Troisième République, le village de campagne est progressivement englobé  dans la banlieue parisienne. Un tissu d'habitat pavillonnaire se développe, l'habitat rural existant précédemment se raréfie. Houilles voit sa population croître régulièrement. En 1886, les premiers égouts sont construits et les premiers groupes scolaires le sont à partir de 1910. En 1904, le contrôle de la municipalité de la commune échappe aux familles d'agriculteurs et passe aux nouveaux arrivants.
Au cours de la Seconde Guerre mondiale, l'usine aéronautique Hispano-Suiza, installée dans des carrières, est réquisitionnée par la Kriegsmarine allemande de 1940 à 1944 (Torpedo Arsenal West), pour y fabriquer des torpilles mais aussi des V2. Elle devient ensuite, après la Seconde Guerre mondiale, une base de la Marine nationale (centre « Commandant Millé » du nom de Georges Millé, commandant du Protée (Q155), mort en 1943).
À partir des années 1955, des projets de rénovation de l'habitat et d'aménagement sont régulièrement lancés, avec l'introduction dans le tissu urbain pavillonnaire d'immeubles de quatre à huit étages. L'emprise de cet habitat sur le territoire de la commune reste toutefois limité, le type d'urbanisme recourant à des constructions bétonnées, fortement en rupture avec l'existant, étant remis en cause au milieu des années 1980. Les projets d'aménagements actuels privilégient davantage des immeubles de standing, de hauteur limitée, s'intégrant davantage dans le tissu urbain.
Au début du XXIe siècle, dans les années 2020, à la suite de la pandémie de Covid-19, le développement du télétravail, au sein des entreprises pour une partie significative de la population de Houilles commence à compenser l'augmentation constatée depuis plusieurs décennies des transports en voiture ou en transport en commun entre Houilles et des zones d'activité professionnelles et accentue la présence des actifs résidents dans la semaine au sein de la commune.

## Politique et administration

### Tendances politiques et résultats
Depuis la fin des trente glorieuses, le contrôle de la mairie de Houilles qui était détenue par la gauche et le parti communiste depuis 1977 change en 1989, et passe à une liste de droite dirigée par Alain Mahiet, sous étiquette RPR. Cette évolution s'explique sans doute par les transformations économiques, sociologiques et démographiques de la commune.
Ceci ne dure qu'un mandat. En 1995, c'est la liste d'Alexandre Joly, classé sans étiquette ou conservateur qui l'emportent, dans le cadre d'une triangulaire. Il est réélu à chaque élection municipale, jusqu'aux municipales de 2020 où la liste menée par Julien Chambon (LREM)  l'emporte au second tour avec 46,65 % des voix face à ce maire sortant, Alexandre Joly, qui échoue de plus de neuf points.

### Liste des maires
Dans toute la France, à partir du 14 décembre 1789, les conseils municipaux sont élus pour deux ans et renouvelés par moitié. Le maire est élu pour deux ans. De 1795 à 1800, les fonctions de maire et d'adjoints sont abolies. Dès l'an VIII (février 1800), les fonctions de maire et d'adjoints sont rétablies mais ils sont nommés par les préfets et non plus élus. À partir du 21 mars 1831, les maires et adjoints sont nommés pour cinq ans alors que les conseillers municipaux sont élus pour six ans et renouvelés par moitié tous les trois ans. Le suffrage universel remplace le suffrage censitaire en février 1848. C'est le 5 avril 1884 que la loi est une dernière fois modifiée. Dès lors, le maire et les adjoints sont élus. À Houilles, le premier registre des délibérations du conseil municipal date de 1791.

### Politique environnementale
La ville participe au Concours des villes et villages fleuris et possède deux fleurs en 2009, dans la continuité des décennies précédentes.
Mais surtout, en raison du réchauffement climatique en France, l'une des préoccupations est au XXIe siècle de préparer la cité à une transition écologique et à des épisodes ponctuels de canicule. C'est un des principaux objectifs, par exemple, du projet de réaménagement du parc central de la ville dont 70% du sol est artificialisé ou inerte : en 2024/2025, la municipalité souhaite y redonner plus de place à la nature et en faire davantage un îlot de fraîcheur. Un ancien bâtiment des Bains Douches du XIXe siècle à l'intérieur de ce parc est rénové pour accueillir des services communaux puis pour devenir une nouvelle crèche, la Crèche des Petits Baigneurs, s'ajoutant à la Crèche des Choupissons située dans ce même parc et inaugurée au début des années 2020 pour augmenter la capacité d'accueil des petis enfants. La ville est également concernée par le plan vélo du département visant à faciliter l'usage du vélo et les mobilités douces dans les Yvelines.
Un travail est également fait sur l'optimisation des coûts énergétiques (et la réduction d'émissions de CO2) dans des bâtiments collectifs (bâtiments scolaires par exemple) et des immeubles, avec la connexion, dans cette commune de Houilles comme dans d'autres communes à proximité (Carrières-sur-Seine, Chatou, Sartrouville et Montesson, notamment) au réseau de chaleur alimenté par l'incinérateur de l'usine de traitement des déchets du Syndicat de traitement des résidus urbains (le SITRU), située à Carrières-sur-Seine. D'autres axes existent : la création de nouveaux jardins publics, la redéfinition du PLU, le réaménagement des places publiques, la mise au point d'une charte de construction durable, l'absorption des eaux pluviales dans la terre (et non dans les égouts), la promotion de la mise en place de composts, la mise en place de points de collecte spécifiques pour les mêmes déchets lorsque cette mise en place de composts n'est pas possible, l'optimisation des collectes de déchets, des tests sur les revêtements alternatifs au bitume foncé pour les trottoirs contre l'élévation des températures durant les canicules, etc..

### Jumelages
- Friedrichsdorf (Allemagne) depuis 1973. Friedrichsdorf héberge le musée Philipp Reis, du nom de l'inventeur du mot « téléphone ». En mai 2013, les deux villes ont fêté le jubilé de leur 40 ans d'amitié.
- Chesham (Royaume-Uni) depuis 1986.
- Schœlcher, Martinique (France) depuis 1998.
- Celorico de Basto (Portugal) depuis 2006.

## Population et société

### Démographie

#### Évolution démographique
L'évolution du nombre d'habitants est connue à travers les recensements de la population effectués dans la commune depuis 1793. Pour les communes de plus de 10 000 habitants les recensements ont lieu chaque année à la suite d'une enquête par sondage auprès d'un échantillon d'adresses représentant 8 % de leurs logements, contrairement aux autres communes qui ont un recensement réel tous les cinq ans,.

En 2022, la commune comptait 33 617 habitants, en évolution de +6,08 % par rapport à 2016 (Yvelines : +2,72 %, France hors Mayotte : +2,11 %).
| 1793  | 1800  | 1806  | 1821  | 1831  | 1836  | 1841  | 1846  | 1851  |
| ----- | ----- | ----- | ----- | ----- | ----- | ----- | ----- | ----- |
| 1 651 | 1 290 | 1 144 | 1 227 | 1 265 | 1 191 | 1 156 | 1 230 | 1 185 |

| 1856  | 1861  | 1866  | 1872  | 1876  | 1881  | 1886  | 1891  | 1896  |
| ----- | ----- | ----- | ----- | ----- | ----- | ----- | ----- | ----- |
| 1 203 | 1 275 | 1 433 | 1 256 | 1 407 | 1 737 | 1 961 | 2 331 | 2 780 |

| 1901  | 1906  | 1911  | 1921   | 1926   | 1931   | 1936   | 1946   | 1954   |
| ----- | ----- | ----- | ------ | ------ | ------ | ------ | ------ | ------ |
| 3 824 | 4 946 | 7 092 | 10 274 | 15 153 | 19 078 | 19 799 | 20 610 | 22 974 |

| 1962   | 1968   | 1975   | 1982   | 1990   | 1999   | 2006   | 2011   | 2016   |
| ------ | ------ | ------ | ------ | ------ | ------ | ------ | ------ | ------ |
| 26 370 | 29 338 | 30 345 | 29 537 | 29 650 | 29 634 | 30 835 | 31 952 | 31 689 |

| 2021   | 2022   | - | - | - | - | - | - | - |
| ------ | ------ | - | - | - | - | - | - | - |
| 33 449 | 33 617 | - | - | - | - | - | - | - |

#### Pyramide des âges
En 2018, le taux de personnes d'un âge inférieur à 30 ans s'élève à 37,6 %, soit en dessous de la moyenne départementale (38 %). De même, le taux de personnes d'âge supérieur à 60 ans est de 19,2 % la même année, alors qu'il est de 21,7 % au niveau départemental.
En 2018, la commune comptait 15 691 hommes pour 16 758 femmes, soit un taux de 51,64 % de femmes, légèrement supérieur au taux départemental (51,32 %).
Les pyramides des âges de la commune et du département s'établissent comme suit.
| Hommes | Classe d’âge | Femmes |
| ------ | ------------ | ------ |
| 0,4    | 90 ou +      | 1,2    |
| 4,6    | 75-89 ans    | 7,4    |
| 11,9   | 60-74 ans    | 12,8   |
| 20,9   | 45-59 ans    | 20,5   |
| 22,8   | 30-44 ans    | 22,3   |
| 17,7   | 15-29 ans    | 17,4   |
| 21,8   | 0-14 ans     | 18,5   |

| Hommes | Classe d’âge | Femmes |
| ------ | ------------ | ------ |
| 0,6    | 90 ou +      | 1,4    |
| 6      | 75-89 ans    | 7,8    |
| 13,5   | 60-74 ans    | 14,8   |
| 20,7   | 45-59 ans    | 20,1   |
| 19,6   | 30-44 ans    | 19,9   |
| 18,5   | 15-29 ans    | 16,8   |
| 21,2   | 0-14 ans     | 19,2   |

### Enseignement
Les établissements scolaires de Houilles sont rattachés à l’académie de Versailles, et à la zone C. La ville possède huit écoles maternelles publiques, dénommées Danielle-Casanova, Francis-Julliand, Jean-Piaget (à côté de la mairie), Lucien-Waterlot, Léon-Frapie, Pauline-Kergomard, Salvador-Allendé et Victor-Schoëlcher, réparties dans la ville, réduisant d'autant les distances. De même pour les six écoles élémentaires publiques dénommées Félix-Toussaint, Jules-Guesde, Guillaume-et-Jean-Detraves, Maurice-Velter, Paul-Brejeat, Reveil-Matin (dans le quartier du même nom), et Ferdinand-Buisson. Il faut y adjoindre une école élémentaire privée, Sainte-Thérèse.
Il y a deux collèges publics, collège Guy-de-Maupassant et collège Lamartine. Et l'établissement Sainte-Thérèse comprend aussi un collège. Dans la filière générale, deux lycées sont très proches de la commune, le lycée Pierres-Vives de Carrières-sur-Seine, et le lycée Evariste-Gallois de Sartrouville.

### Manifestations culturelles et festivités

#### Conservatoire de musique
Un nouveau conservatoire de musique est inauguré en 2014 et est situé rue Gambetta, à proximité du marché et de l'hôtel de ville.

#### Biennale de la jeune création
Tous les deux ans, la ville organise la Biennale de la jeune création, permettant ainsi à de jeunes créateurs issus d'horizons diverses d'exposer leurs œuvres (art vidéo, peinture, sculpture, etc.) et de rencontrer le public. Elle se tient à La Graineterie, le nouveau « pôle culturel » consacré à l'art contemporain.

### Animations en cours d'année
La municipalité encourage ou organise directement des manifestations au caractère familial telles que des séances de cinéma en plein air dans le parc Charles-de-Gaulle derrière l'hôtel de ville, ou encore un carnaval des enfants, et, durant la période estivale, des animations Houilles Plages toujours dans le parc Charles-de-Gaulle. Elle soutient également les animations sur l'espace public lors de la Fête des voisins. La braderie de Houilles et la corrida de Houilles sont également l'occasion d'animations.
Cette ville compte également une communauté significative d'artistes, peintres, sculpteurs, photographes, ou autres, avec plusieurs associations locales, comme l'association Ateliers de la Boucle, longtemps animée par Bertille Hurard, qui regroupe des artistes de plusieurs communes (outre Houilles, Carrières-sur-Seine, Chatou, Croissy-sur-Seine, Le Vésinet, Montesson). Cette association est issue d'un collectif créé en 2005, et cherche à favoriser les rencontres entre les amateurs d'art et les artistes, notamment par la tenue d'un annuaire et par des journées portes ouvertes au sein des ateliers des artistes, appelées Parcours d'art,. Cette association a disposé également pendant quelques années d'une galerie de présentation des œuvres, la galerie Berthe & Edgar, située non pas à Houilles mais à Chatou, et fermée en 2025.
Une autre association d'artistes incluse dans la précédente, Ovillois artistes et artisans d'art (o3a) organise des expositions et peut participer aussi, certaines années, au Salon des artistes locaux organisé par la municipalité de Houilles à La Graineterie,.

### Santé
Selon un classement de l'Agence régionale de santé de mars 2018, la commune de Houilles est classée zone d'intervention prioritaire en médecine, ce qui ouvre à la possibilité d'aides à l'installation. Le travail engagé entre la Ville et l'Union régionale des professionnels de santé a permis de qualifier l'offre médicale. À la fin des années 2010, on dénombre 21 médecins généralistes libéraux dans cette commune dont 5 ayant un exercice particulier (acupuncture, allergologie et médecine physique). Parmi ces 21 médecins, un médecin sur deux a plus de 60 ans. Durant les dix dernières années, 7 médecins généralistes ont quitté la ville contre 2 installations. Dans les autres spécialités médicales, la ville de Houilles dispose encore d'une offre satisfaisante avec 28 médecins spécialistes, mais cette offre s’est considérablement fragilisée, 15 départs contre 6 installations depuis 2010. Là encore, 60 % des médecins spécialistes libéraux en exercice à Houilles ont plus de 60 ans en 2019. La ville est donc confrontée à une fragilisation de l'offre de soins et a engagé un programme d'action dans le cadre du protocole accès aux soins. Des projets d’aménagements de maison médicale et de lieux médicaux devraient permettre de faciliter l'installation et le renouvellement des médecins, ainsi que l'accès aux soins. Une maison médicale devrait ouvrir en 2025 ou 2026.
On compte neuf pharmacies sur le territoire communal, avec un système de pharmacies de garde, de même qu'un système de médecins de garde et qu'un centre communal d'action sociale.
La ville comprend également un Centre de Santé, permettant d'accéder à des consultation de médecins et d'infirmières
Des centres hospitaliers existent dans les communes proches, notamment le centre hospitalier intercommunal de Poissy - Saint-Germain-en-Laye, le centre hospitalier des courses de Maisons-Laffitte et l'hôpital Louis-Mourier à Colombes. Des cliniques privées complètent ce dispositif à Houilles, Sartrouville, Bezons et de l'autre côté de la Seine vers Colombes ou vers Saint-Germain.
Les structures de la sécurité sociale présentes à Houilles se sont réduites. Un point d'accueil et d'information subsiste dans le Bâtiment des Affaires Sociales de la Mairie, au 18 rue Gambetta. Le local abritant précédemment la Sécurité Sociale, place du 14-Juillet, a été transformé depuis début 2017 en un espace hybride, à la fois café, lieu festif, et lieu d'ateliers créatifs,. Des concerts y sont organisés régulièrement, qui en été, débordent sur la place du 14 juillet. Autres occasions d'y faire la fête, les retransmissions télé d'événements sportifs tels que la Coupe du monde de football, dans une ambiance sympathique, ou de rugby ou encore les festivités d'ouverture et de clôture des Jeux Olympiques 2024. L'ancien local de la Sécurité Sociale est aussi devenu pour partie une micro-crèche bilingue Baby Montessori.

### Sports
La commune permet une pratique de nombreux sports grâce à l'activité d'associations sportives, dont l'Avant-Garde (gymnastique aux agrès, gymnastique rythmique, danse, gymnastique volontaire, step), le Gant d'Or (boxe, karaté, escrime, judo, gym. et musculation), le SOH ou Sports Olympiques de Houilles (athlétisme, basket, cyclotourisme, expression corporelle, danses à thèmes, foot, gymnastique d'entretien, hand-ball, haltérophilie, ski, tennis de table, tir à l'arc, triathlon, volley), le ROH HC ou Rugby Olympique Club de Houilles-Carrières-sur-Seine, le HAC ou Houilles Athletic Club (foot).

#### Football
Le Houilles Athletic Club (HAC), crée en 1913, est un club qui évolue en Régional 1, soit la 6e division française. Le club évolue dans cette division depuis 2023 et sa promotion de Régional 2.
Le club compte en 2020 1 189 licenciés toutes catégories confondues, ce qui fait du HAC le troisième club de foot avec le plus de licenciés en France.
L'équipe évolue sur le stade Maurice-Baquet, 97 rue Vaucanson, disposant d'une tribune d'environ 750 places assises. Le stade a été rénové en 2013.
Le club a notamment été petit poucet de la Coupe de France lors de l'édition 2017-2018. Le HAC a atteint les 32es de finale mais a perdu face à Concarneau (0-3),. En 2023, après avoir terminé premier de son groupe de Régional 2, Houilles accède pour la première fois à la sixième division française, la Régional 1. Le club a pour coach l'ancien international Michaël Ciani depuis fin 2022.

#### Rugby à XV
Le Rugby Olympique Club de Houilles-Carrières-sur-Seine (ROC HC), créé en 1973, évolue en Championnat Fédéral 3 depuis la saison 2013/2014 et a, par le passé, joué en Fédérale 2. Il fait partie de la ligue régionale Île-de-France de rugby. Le club évolue sur le stade Robert-Barran, 30 rue Pierre- Joseph-Proudhon. Le stade a une capacité de 500 places assises en tribunes.

#### Handball
Le club Houilles Le Vésinet Carrières Sur Seine Handball (HVC HB) est un club, fondé en 1963, regroupant trois villes des Yvelines.
L’équipe fanion masculine évolue en Nationale 3, l'équipe féminine quant à elle évolue en pré-Nationale.
Le club compte plus de 400 licenciés en 2021. La pratique est proposée à partir de 3 ans, que ce soit en filière féminine ou masculine.
Une section loisir rend le handball accessible a tous.

#### Natation
Le Club Nautique de Houilles-Carrières-sur-Seine (CNHC)  a fêté ses quarante ans. Il dispose depuis quelques années d’une nouvelle piscine intercommunale implantée au 40 rue du Président-Kennedy, à Houilles, et compte plusieurs nageurs sélectionnés en équipe de France, en nage avec palmes,.

#### Boxe, arts martiaux, escrime
Le Gant d’Or de Houilles est initialement un club de boxe (d’où son nom), créé en 1942. Les résultats ont été particulièrement brillants en boxe française, avec notamment Sandrine Matile, longtemps détentrice de titres nationaux ou mondiaux, et toujours présente, non plus comme compétitrice mais dans l'encadrement du club.
Les autres activités se sont greffées au fil des décennies, dont la section judo en 1955 et l’escrime en 1979. Le président d’honneur est un ancien membre du club mais surtout un médaillé olympique en judo en 1972, Jean-Claude Brondani, médaille de bronze en toutes catégories, une des premières médailles olympiques françaises en judo. Le club compte en 2013 1 200 licenciés, toutes sections confondues, et obtient régulièrement dans l’une ou l’autre de ces sections des titres de champions de France,.

#### Manifestations sportives
La Corrida pédestre internationale de Houilles, course de fond sur 10 km, a lieu tous les ans entre Noël et le jour de l'an. La course se déroule le dernier dimanche de l'année. Le record de France du 10 km a été battu à Houilles par Julien Wanders le 31 décembre 2017 avec un temps de 28 min 2 s.
Le prologue de la 71e édition de la course cycliste professionnelle Paris-Nice a eu lieu le dimanche 3 mars 2013 à Houilles.
La ville a accueilli le départ de la dernière étape du Tour de France 2018 le 29 juillet.

### Cultes
Les fidèles catholiques se retrouvent pour les offices religieux à l'église Saint-Nicolas, place de l'Église, ou à la chapelle Béthanie, 26 rue Blaise-Pascal, à proximité de cette église Saint-Nicolas. Les messes dominicales, par exemple, sont réparties depuis plusieurs années entre ces deux lieux. L'église Notre-Dame-du-Réveil-Matin est proche de la limite communale bien qu'étant sur Carrières-sur-Seine, 1 bis rue de Buzenval. La paroisse fait partie du diocèse de Versailles.
L'église Saint-Nicolas est depuis le Moyen Âge l'église catholique principale de la paroisse. Son bâtiment a été fragilisé par des travaux effectués, au début des années 2000, sur la place qui l'entoure, avec l'apparition de fissures importantes,. La structure a été étayée mais des travaux de consolidation et de rénovation plus conséquents commencent en 2024 pour renforcer la structure, les voûtes et la charpente,.
Les célébrations religieuses paroissiales vont se déplacer dans la chapelle Béthanie le temps de ces travaux. Cette chapelle Béthanie, consacrée en 1998, est sans clocher (le clocher de la paroisse est celui de l'église Saint-Nicolas). Elle inclut de petites salles  pour des réunions ou de la catéchèse, et offre un espace au moins aussi grand pour les cérémonies religieuses que l'église principale de la paroisse. Elle est plus récente, à moins d'histoire et de charme, mais bénéficie depuis 2015 de vitraux réalisés par une artiste verrier du Douaisis, Judith Debruyn.
Un temple construit en 1935 accueille les fidèles protestants au 47 rue Camille-Pelletan.
Une salle de prière existe pour le culte musulman, dans un bâtiment loué, rue Condorcet, géré par une association de la commune, l’association Solidarité fraternité intégration, dans un bâtiment loué. Un déménagement est envisagé dans un bâtiment qui serait construit par cette association sur une parcelle acquise par cette association, et située au 56, boulevard Émile-Zola.

## Économie

### Revenus de la population et fiscalité
En 2016, le revenu fiscal médian par unité de consommation était de 2 439 € par mois, ce qui plaçait Houilles au 860e rang parmi les 31 525 communes de plus de 39 ménages en métropole.
Ce chiffre est supérieur à la moyenne départementale (2 265 €).

### Emploi
Le taux de chômage, en 2014, pour la commune s'élève à 9,2 %, un chiffre inférieur à la moyenne nationale (10,4 %).
|                                      | Agriculteurs | Artisans, commerçants, chefs d'entreprise | Cadres, professions intellectuelles | Professions intermédiaires | Employés | Ouvriers |
| ------------------------------------ | ------------ | ----------------------------------------- | ----------------------------------- | -------------------------- | -------- | -------- |
| Houilles (la somme ne fait pas 100%) | 0,1 %        | 2,1 %                                     | 19,4 %                              | 18,9 %                     | 17,8 %   | 8,4 %    |
| Moyenne nationale                    | 2,4 %        | 6,4 %                                     | 12,1 %                              | 22,1 %                     | 29,9 %   | 27,1 %   |
| Sources des données : INSEE          |              |                                           |                                     |                            |          |          |

### Entreprises et commerces

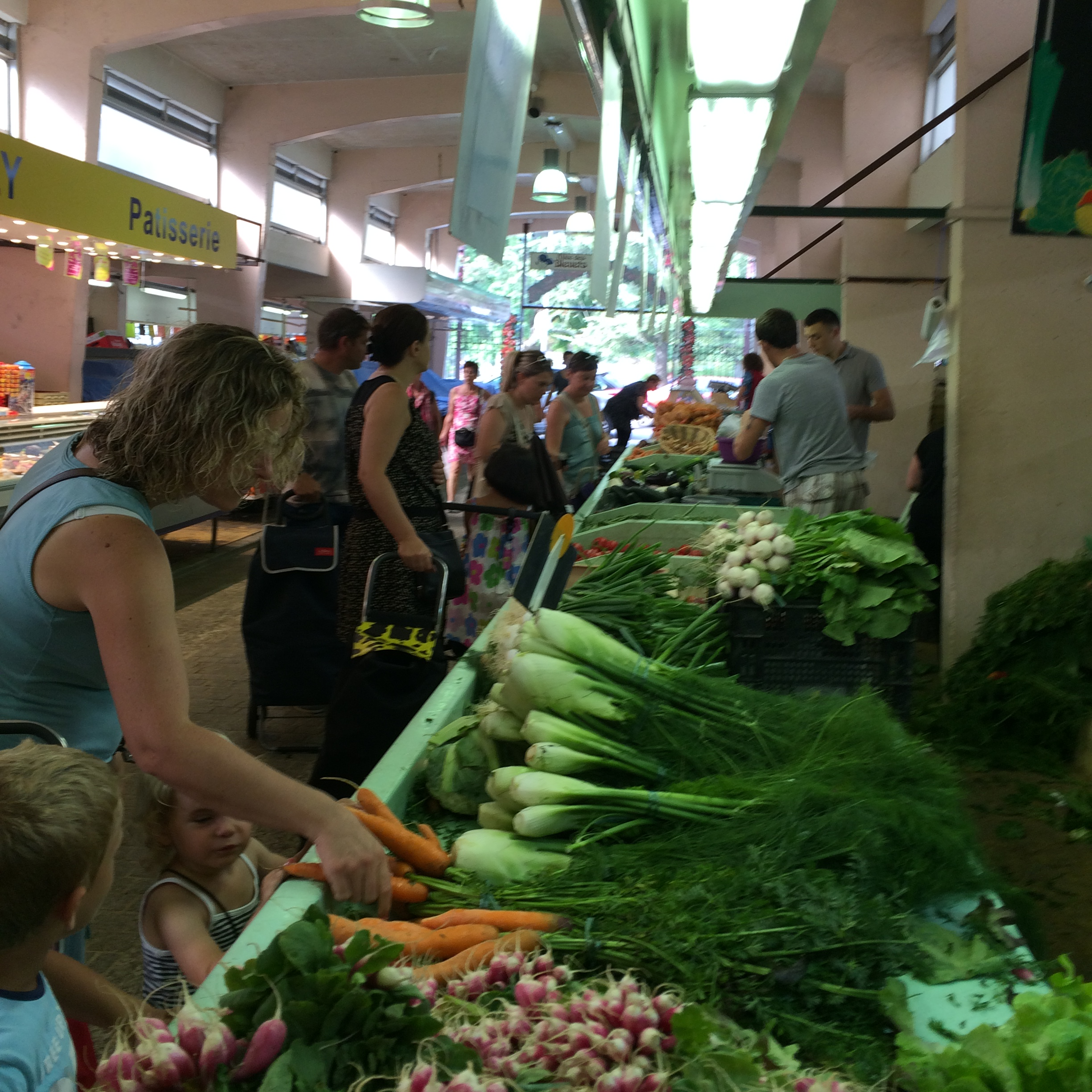
Le marché couvert.

- Parmi les entreprises peut être citée la société Dubernard (matériel et service incendie) depuis 1934.
- L'ancienne usine aéronautique d'Hispano-Suiza est devenu l'actuel centre Commandant-Millé de la Marine Nationale. L'ancienne champignonnière Gatti, dans les anciennes carrières en face du centre Commandant-Millé a disparu et sur l'emplacement du terrain a été construite une nouvelle piscine intercommunale, ouverte en milieu d'année 2014, puis fermée en raison d'un problème technique en novembre de la même année et rouverte en 2015[88],[89].
- La braderie de Houilles a lieu chaque premier dimanche d'octobre. aujourd'hui, bien que les mesures de sécurité limitent son extension, c'est une des premières du genre en France par la taille, derrière celle de Lille bien sûr, et faisant concurrence à celle de Rennes et d'Amiens[90],[91], remarquable avec près de 2 000 exposants sur 10 km.
- Le marché ovillois (mercredi et samedi matin), avec plus de 160 commerçants sur 5 000 m2, est l'un des plus appréciés d'Île-de-France[16].
- Une base militaire de la marine est également situé sur le territoire de la commune, ainsi que sur celui, limitrophe, de Carrières-sur-Seine : le Centre de commande stratégique de la Marine[92].

## Culture locale et patrimoine

### Lieux et monuments

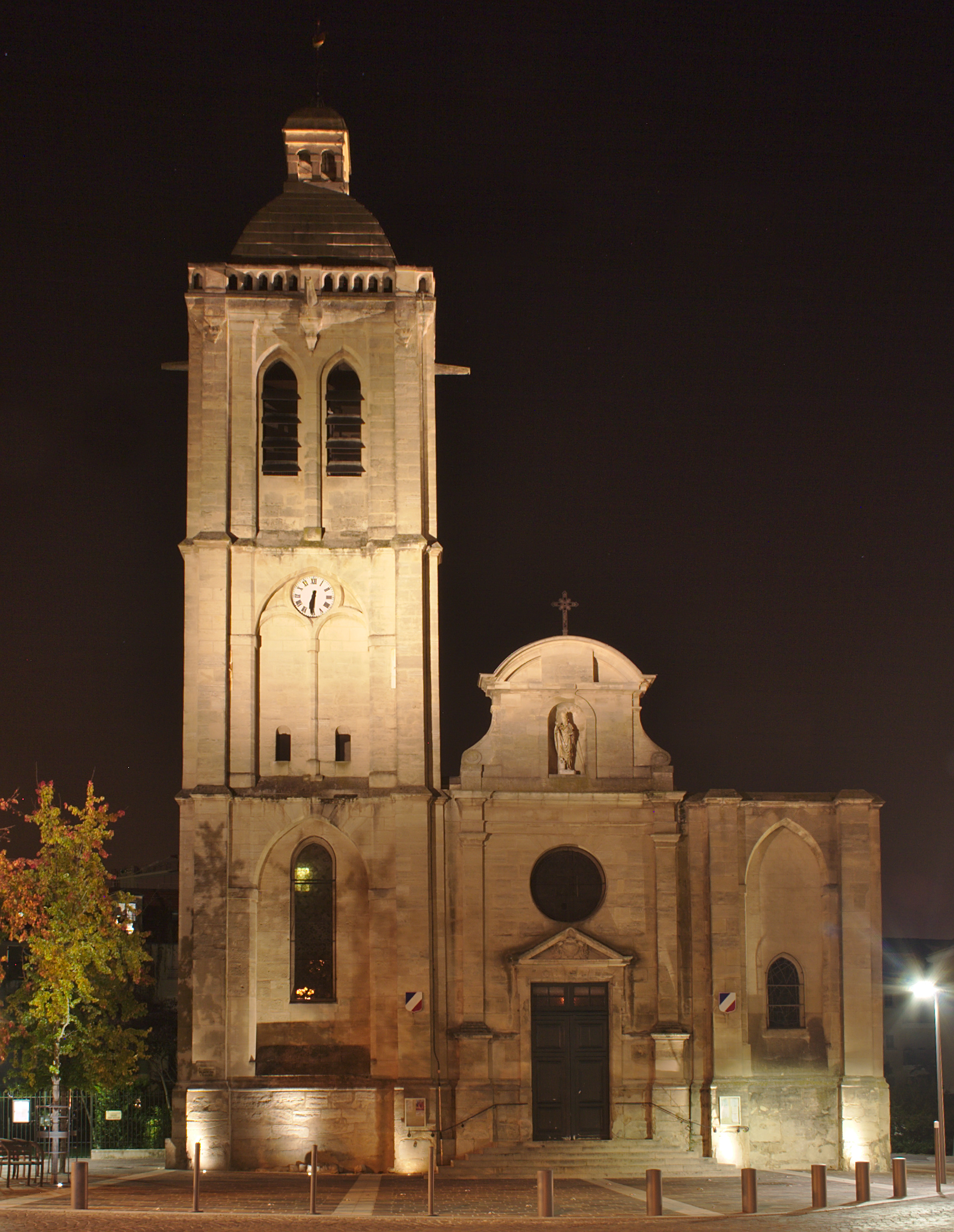
L'église Saint-Nicolas.

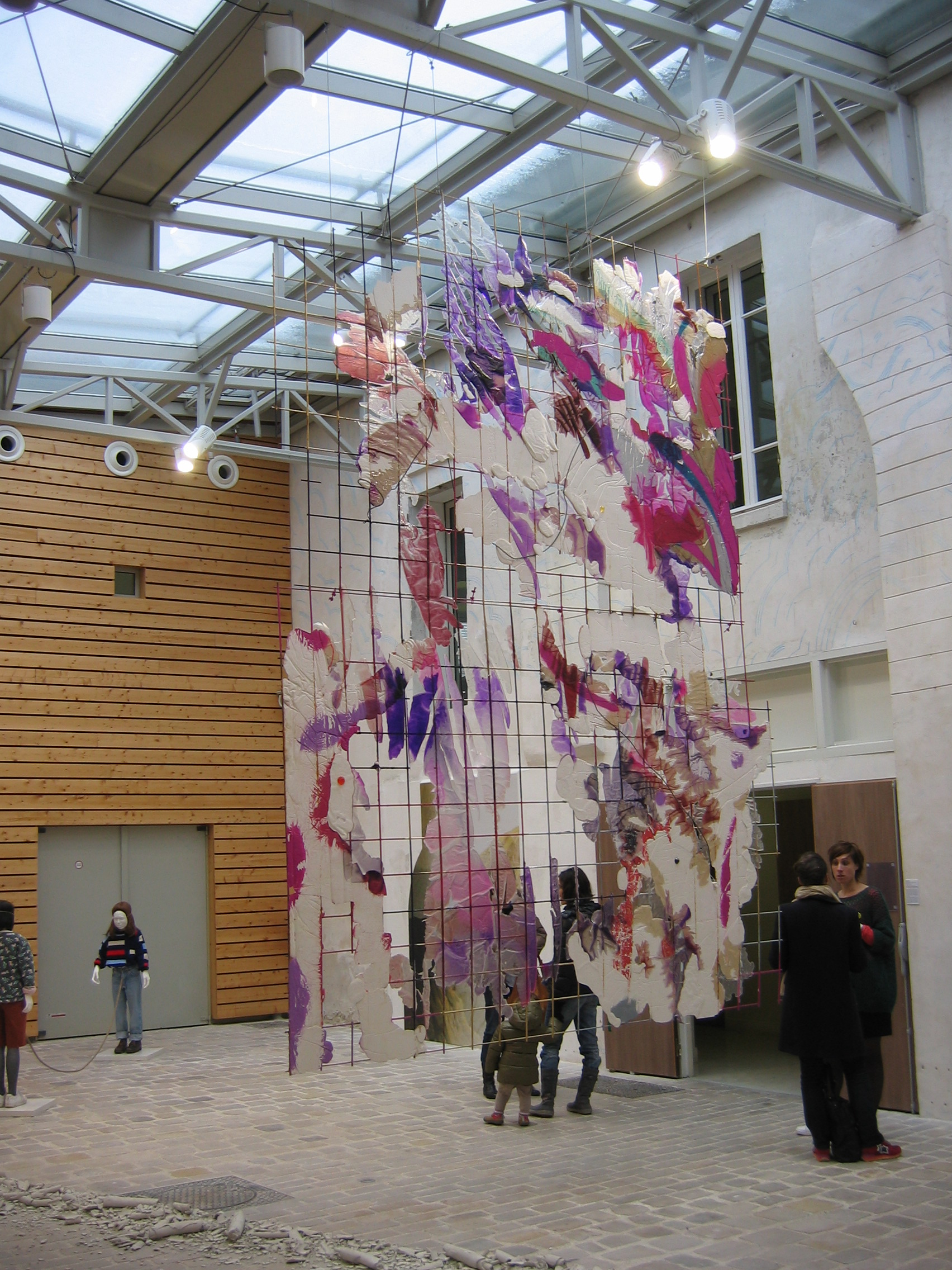
Graineterie : cour intérieure.

- Église Saint-Nicolas, datant du XIXe siècle. Cette église est inscrite à l'Inventaire général du patrimoine culturel[93].
- Zone pavillonnaire du centre-ville dans lequel on remarque la maison de campagne de Victor Schœlcher où il s'éteignit le 25 décembre 1893. Cette maison, acquise par la Ville de Houilles en décembre 2011, est inscrite à l'Inventaire général du patrimoine culturel[94]. La rue d'Argenteuil, dans laquelle elle est située, fut renommée avenue Victor-Schœlcher en hommage à son illustre résident.

### Associations culturelles
Houilles compte de nombreuses associations et organismes dans le domaine culturel, tels la chorale ACJ Le Madrigal, l'Association des Amis de l'Orgue de Saint-Nicolas (AOSN), l'Association Arts et Histoire, Les ateliers d'AnneMarielle (cours de peinture par Anne-Marielle Fabre), etc.

### Équipements culturels
Houilles comprend plusieurs salles de spectacle mais ne comporte pas de salle de cinéma, ni de ciné-club. Il faut se rendre dans les communes voisines, par exemple à Sartrouville, à Maisons-Laffitte, ou à Bezons, ou encore via le RER A à la Défense. La ville comporte un auditorium qui est aussi le Conservatoire de musique, en face de l’hôtel de ville, et un ensemble de salles de concert : la salle Cassin, le Triplex, l'Espace Ostermeyer. Ce sont des salles de taille modeste, avec une programmation sur l'année de spectacles musicaux variés, de théâtre et d'humoristes.
Un espace culturel d'art contemporain La Graineterie a été ouvert en septembre 2009, pour des expositions et des conférences, qui comprend aussi un organisme, Atelier 12, préparant à différentes pratiques artistiques, notamment la peinture, la sculpture, et le théâtre.
En 2011, la commune acquiert par préemption la maison où est décédé Victor Schœlcher (26 avenue Schœlcher) afin d'y établir un musée sur l'action de Victor Schœlcher (en particulier contre l'esclavage), et peut-être une résidence d'artistes.
Le 18 juin 2025 ouvre un tiers-lieu Les Colibris dans l’extrémité sud du parc central de la ville, à la place et dans le bâtiment rénové d'une ancienne crèche, vers l'avenue du Général-de-Gaulle. Ce tiers-lieu devrait devenir un lieu de restauration légère, un café et salon de thé, un lieu pour des ateliers créatifs ou autres animations, enfin un  bar et un endroit pour des soirées à thème. Un espace de coworking y est également envisagé dans la journée.
De plus, depuis début 2017, le local abritant précédemment la Sécurité Sociale, place du 14-Juillet, a été transformé en un espace hybride, à la fois café, lieu festif, et lieu pour des ateliers créatifs, avec une décoration étonnante de bric et de broc évoquant les lieux underground des années 1970, le Rugs & Coffee,. Des concerts y sont organisés régulièrement, qui en été, débordent sur la place du 14 juillet. Autres occasions d'y faire la fête, les retransmissions télé d'événements sportifs tels que la Coupe du monde de football ou de rugby, dans une ambiance sympathique, ou encore les festivités d'ouverture et de clôture d'événements tels que les Jeux Olympiques 2024.

### Personnalités liées à la commune

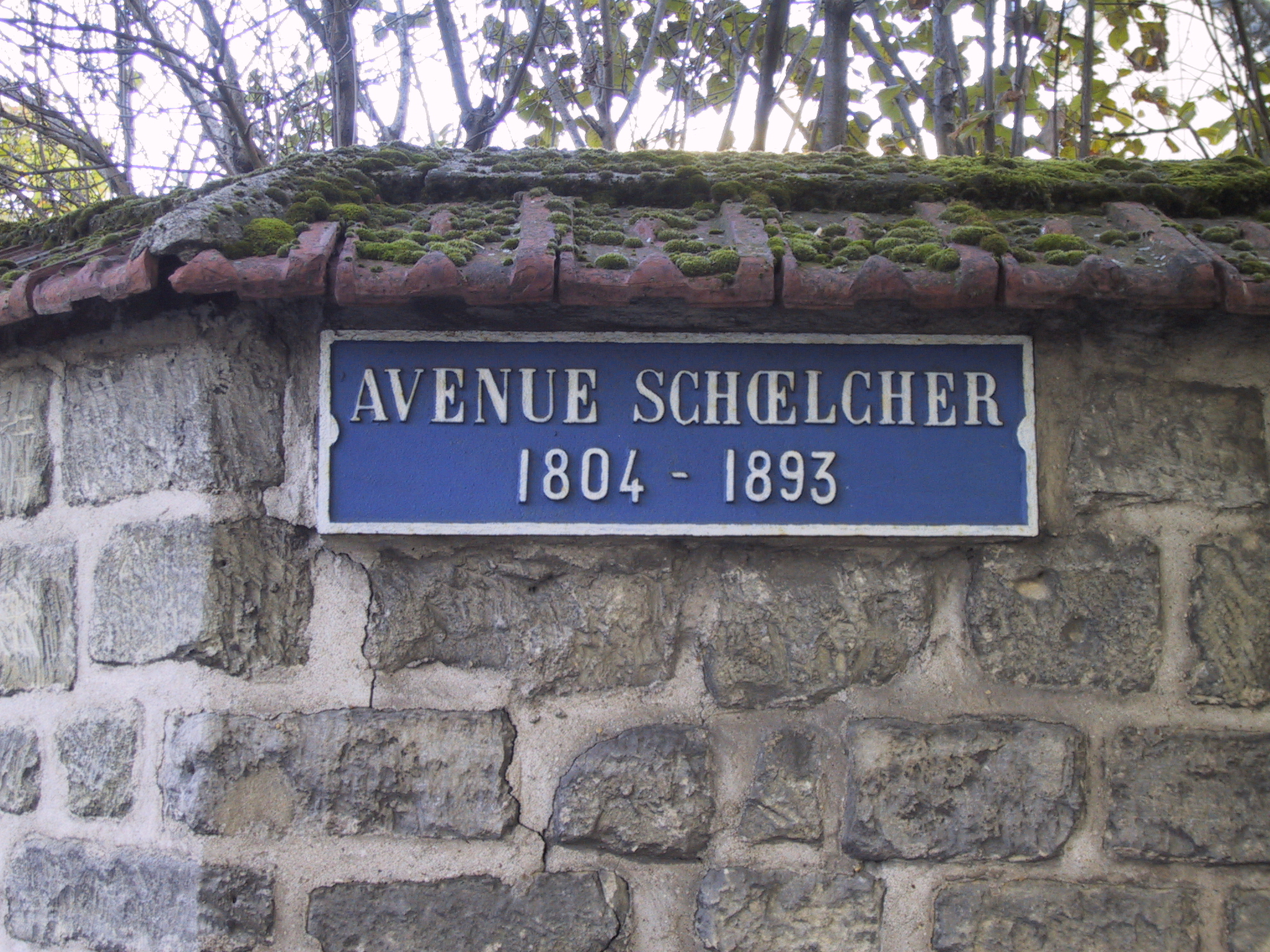
Plaque avenue Schœlcher.

- Victor Schœlcher (1804-1893), homme politique, mort à Houilles.
- Victor Frédéric Verrimst (1825-1893), contrebassiste et compositeur, mort à Houilles.
- Alexandre Bonin (1876-1943), peintre, père de Claude Bonin-Pissarro.
- Georges Darrieus (1888-1979), ingénieur et scientifique français, a habité à Houilles.
- Maurice-Antoine Drouard (1899-1965), peintre, né à Houilles.
- Léopoldine Gareau, Lucien Gareau, ont reçu le titre de Juste parmi les nations par le Comité pour Yad Vashem, dont les noms figurent sur le Mur d'honneur du Jardin des Justes à Jérusalem, mais également à Paris, dans l'allée des Justes, près du Mémorial de la Shoah, rue Geoffroy-l'Asnier[96],[97],[Note 6].
- Charles Pollaci (1907-1988), artiste peintre de l'École de Pontoise, vécut à Houilles.
- Claude Bonin-Pissarro (1921-2021), peintre, fils de Alexandre Bonin.
- Bob Maloubier (1923-2015), ancien agent des services secrets anglais et français. Vécut à Houilles[98],[99],[96].
- Yvonne Loriod (1924-2010), pianiste et compositrice, née à Houilles.
- Jean Randier (1926, 2003), historien maritime, né à Houilles.
- Francis Florent Julliand (1926-1944), résistant FFI, domicilié à Houilles[100],[101].
- Philippe Machefer (1933-1982), sénateur des Yvelines.
- Jean-Claude Brondani (1944-), judoka, né à Houilles[102].
- Pascal Barré (1959-), athlète spécialiste du sprint, médaillé olympique.
- Patrick Barré (1959-), frère jumeau de Pascal, également spécialiste du sprint et médaillé olympique.
- Marie-Hélène Lentini (1961-), actrice, habitante de Houilles.
- Hubert Besson, producteur de films français, habitant de Houilles[96]

### Personnages fictifs liés à la commune
- Nicolas Leroidec, héros du feuilleton de Pierre Dac, Bons baisers de partout. Il y aurait eu son domicile, au 84 bis avenue du Général-Motors (qui est fictive également).

### Héraldique
| Blason | Blasonnement : De gueules au dextrochère ganté d'argent mouvant du canton senestre de la pointe, tenant un faucon d'or chaperonné et longé de sable, à la bordure d'or chargée de huit champignons de sable. Commentaires : La ville s'est dotée d'un blason en 1943. Créé par Renée Louis, celui-ci reflète l'histoire de la cité. Le motif principal est une main gantée sur laquelle se tient un faucon de chasse. La bordure est ornée de champignons et un mur de fortification couronne l'ensemble. |